# Buzovna
Buzovna est une ville située en Azerbaïdjan. Elle comptait en 2008 près de 26 000 habitants.